# Zandobbio
Zandobbio là một đô thị ở tỉnh Bergamo trong vùng Lombardia, có vị trí cách khoảng 60 km về phía đông bắc của Milan và khoảng 20 km về phía đông của Bergamo. Tại thời điểm ngày 31 tháng 12 năm 2004, đô thị này có dân số 2.412 người và diện tích là 6,5 km².
Zandobbio giáp các đô thị: Credaro, Entratico, Foresto Sparso, Trescore Balneario, Villongo.